# Псковский государственный политехнический институт
Псковский государственный политехнический институт (ППИ) — первое высшее техническое заведение Псковской области, существовавшее в 1960—2010 годах. Вошёл в состав Псковского государственного университета.

## История
Институт был образован в 1960 году как учебно-консультационный пункт Северо-Западного заочного политехнического института. В 1972 году стал филиалом Ленинградского политехнического института. В 2004 году ППИ приобрел статус самостоятельного государственного вуза федерального подчинения.
Институт готовил специалистов в области энергетики, вычислительной техники, строительства, машиностроения, автоматизации производства, экономики, финансов, менеджмента, государственного и муниципального управления. В 2006 году в ППИ была открыта аспирантура.
27 декабря 2010 года путём слияния двух высших учебных заведений (Псковский государственный педагогический университет имени С. М. Кирова, Псковский государственный политехнический институт) и трёх средних профессиональных учебных заведений (Псковский индустриальный техникум, Псковский колледж строительства и экономики и Великолукский строительный колледж) был образован Псковский государственный университет.
|  |  |  |

## Структура
В состав института входило 7 факультетов:
- Факультет информатики (ФаИ)
- Механико-машиностроительный факультет (ММФ)
- Инженерно-строительный факультет (ИСФ)
- Электромеханический факультет (ЭлМФ)
- Финансово-экономический факультет (ФЭФ)
- Факультет управления и экономики (ФУЭ)
- Подготовительный факультет

В аспирантуре ППИ велось обучение по специальностям:
- Технология машиностроения;
- Электромеханика и электрические аппараты;
- Вычислительные машины и системы;
- Экономика и управление народным хозяйством: экономика, организация и управление предприятиями, комплексами.